# Moja generacija
"Moja generacija" (tradução portuguesa: "Minha geração") foi a canção que representou a antiga Jugoslávia no Festival Eurovisão da Canção 1974, interpretada em servo-croata pela banda de rock Korni Grupa (formada por Kornelije Kovač, Zlatko Pejaković, Josip Bocek, Bojan Hreljac e Vladimir Furduj).
A canção tinha letra e música de Kornelije Kovač e foi orquestrada por Zvonimir Skerl.
A canção jugoslava foi a sétima a ser interpretada na noite do evento, a seguir à canção "Natati La Khayay", interpretada por Kaveret e antes da canção sueca "Waterloo", interpetada pelos ABBA. No final, a canção jugoslava recebeu apenas 6 pontos, classificando-se em 12.º lugar.
"Moja generacija" fala do crescimento das crianças jugoslavas nascidas por volta de 1942, tem o título alternativo de "Generacija '42" em algumas fontes